# Vályaárszuluj
Vályaárszuluj (románul: Valea Arsului) falu Romániában, Erdélyben, Hunyad megyében.

## Fekvése
Kristyor (Crişcior) mellett fekvő település.

## Története
Vályaárszuluj (Valea Arsului) korábban Kristyor (Crişcior) része volt. 1956 körül vált külön településsé 289 lakossal.
1966-ban 338, 1977-ben 180, 1992-ben 79, a 2002-es népszámláláskor 58 román lakosa volt.